# Caraítas de Crimea
Los caraítas de Crimea, o crimcarailar (en caraíta de Crimea: Кърымкъарайлар, transliteración Qrımqaraylar; en dialecto de Trakai, karajlar; en hebreo: קראי מזרח אירופה‎; en tártaro de Crimea: Qaraylar), también conocidos como caraímos y caraís, son un grupo étnico-religioso túrquico de judíos caraítas en Europa central y oriental, especialmente localizados en los territorios del antiguo Imperio ruso. Con el paso del tiempo, algunas de estas comunidades se extendieron por toda la región, incluida Crimea. Según la tradición caraíta, todas las comunidades caraítas de Europa del Este se derivaron de las de Crimea, pero algunos historiadores modernos dudan del origen de Crimea de los caraítas lituanos. Sin embargo, este nombre, caraítas de Crimea, se usa para la comunidad caraíta de habla turca que se supone que se originó en Crimea, distinguiéndola de los caraítas históricamente arameos, hebreos y árabes de Oriente Medio.
Además de la península de Crimea, los centros importantes también fueron Anatolia. Hoy en día hay alrededor de 45.000 caraítas en todo el mundo, de los cuales (2002) alrededor de 25.000 viven en Israel, el resto principalmente en Polonia, Ucrania y Australia. El número total de caraítas en Ucrania y Lituania se estima (2002) en unas 3000-4000 personas. Sin embargo, las personas que se autoidentifican como caraítas de Crimea es muy inferior. En el censo de la URSS de 1989, 2602 personas se declararon pertenecientes al grupo étnico caraíta de Crimea. Los caraítas pueden considerarse como un grupo étnico-religioso.

## Etnónimo e identidad
El nombre caraítas de Crimea a menudo se ha considerado algo inapropiado, ya que muchas ramas de esta comunidad llegaron a lugares de toda Europa. A los efectos de este artículo, los términos "caraítas de Crimea", "karaim" y "qarays" se usan indistintamente, mientras que "caraítas" solo se refiere a la rama caraíta general del judaísmo. Caraímos es el nombre de esta comunidad en ruso, ucraniano, bielorruso, polaco y lituano.

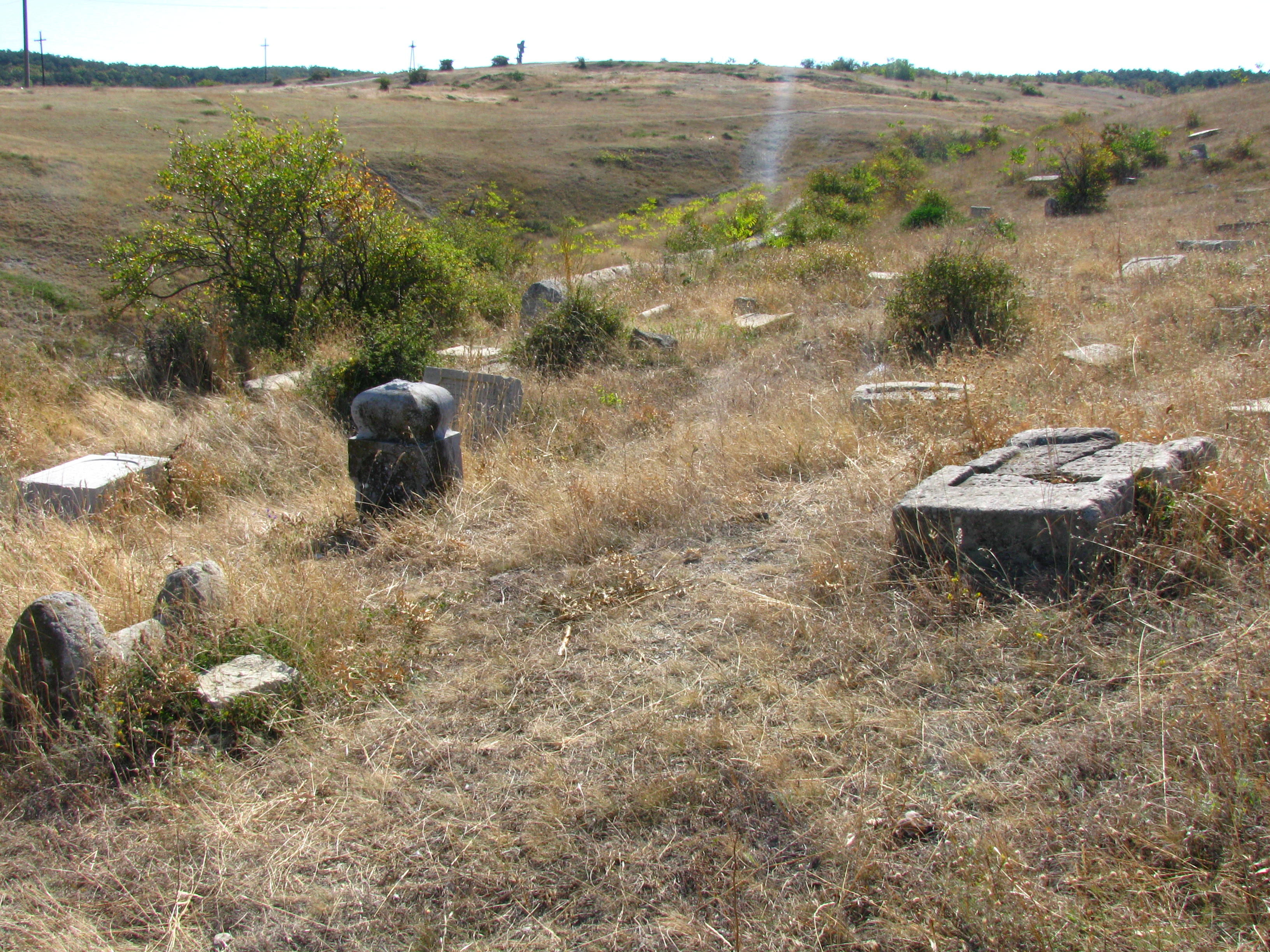
Cementerio cerca de Feodosia (Crimea)

Los caraítas crimeos han vivido en Crimea durante siglos, pero su origen es motivo de gran controversia. La mayoría de los científicos modernos los consideran descendientes de los judíos caraítas que se asentaron en Crimea y adoptaron el idioma crimchaco. Otros los ven como descendientes de los jázaros o cumanos, los kipchak se convirtieron al judaísmo caraíta. Hoy en día, muchos caraítas de Crimea rechazan las teorías de los orígenes étnicos semíticos y se identifican como descendientes de los jázaros. Algunos especialistas en la historia jázara cuestionan la teoría jázara de los orígenes de los caraítas de Crimea y señalan que el idioma caraíta de Crimea pertenece al subgrupo las lenguas túrquicas noroccidentales (el idioma jázaro pertenece a las lenguas ogúricas, por lo que no existe una relación cercana entre estas dos lenguas túrquica); la tradición del judaísmo caraíta clasifica solo al Tanaj como un libro sagrado (no reconoce el Talmud, mientras el judaísmo jázaro era probablemente el judaísmo rabínico); la primera mención escrita de los caraítas de Crimea fue en el siglo XIII, mientras que los jázaros desaparecieron en el siglo XI.
Las investigaciones antropológicas muestran similitudes entre los caraítas de Crimea de Lituania y los judíos caraítas egipcios. 
En Crimea del siglo XIX, los caraítas comenzaron a distinguirse de otros grupos judíos y enviaron emisarios a los zares para abogar por exenciones de la dura legislación antijudía. Estos ruegos tuvieron éxito, en gran parte debido a la desconfianza de los zares hacia el Talmud, y en 1863 se concedieron a los caraítas los mismos derechos que a sus vecinos cristianos y tártaros. Exentos del pago por asentamiento más tarde los nazis los consideraron no judíos. Esto dejó a la comunidad intacta por el Holocausto, a diferencia de otros judíos de habla turca, como los crimchacos que casi fueron aniquilados. Miller dice que los caraítas de Crimea no comenzaron a reclamar una identidad distinta aparte del pueblo judío antes del siglo XIX, y que líderes como Avraham Firkovich y Sima Babovich alentaron esta posición para evitar el fuerte antisemitismo de la época.

## Historia

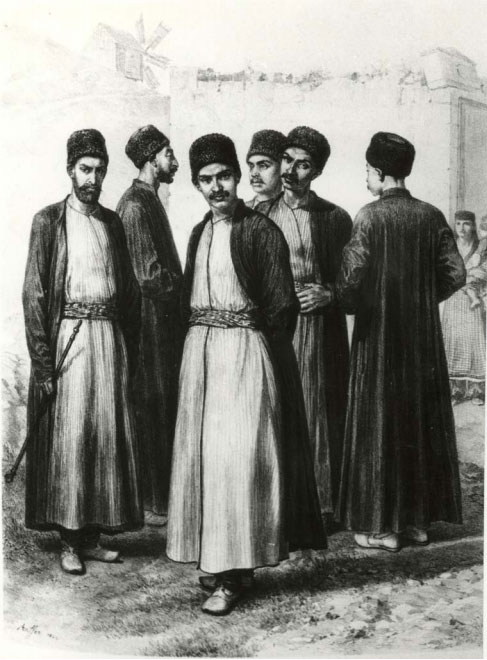
Hombres caraítas de Crimea con atuendo tradicional (Crimea,).

Desde la época de la Horda de Oro en adelante, los caraítas estuvieron presentes en muchas ciudades y pueblos de Crimea y alrededor del Mar Negro. Durante el período del kanato de Crimea, tenían comunidades importantes en las ciudades de Çufut Qale, Sudak, Kefe y Bajchisarái.

### Gran Ducado de Lituania y República de las Dos Naciones
Según la tradición caraíta, el gran duque Vitautas del Gran Ducado de Lituania trasladó una rama de los caraítas de Crimea a Lituania y ordenó construirles una ciudad, llamada hoy Trakai. Allí continuaron hablando su propio idioma. Esta leyenda que originalmente se refiere a 1218 como la fecha de reubicación, lo cual contradice el hecho de que el dialecto lituano del idioma caraíta de Crimea difiere significativamente del de Crimea. Los caraítas lituanos se establecieron principalmente en Vilna y Trakai, así como en Biržai, Pasvalys, Naujamiestis y Upytė, asentamientos más pequeños en toda Lituania propiamente dicha.
Los caraítas lituanos también se asentaron en tierras de la actual Bielorrusia y Ucrania, que formaban parte del Gran Ducado de Lituania. Las comunidades caraítas surgieron en Hálych y Kukeziv (cerca de Leópolis) en Galicia, así como en Lutsk y Derazhne en Volinia. A los judíos (rabinitas y caraítas) en territorio lituano se les concedió cierta autonomía bajo la dirección de Michel Ezofovich el Viejo. Los caraítas deTrakai se negaron a cumplir, citando diferencias de fe. Más tarde, todos los judíos, incluidos los caraítas, fueron puestos bajo la autoridad de los impuestos del Consejo de las Cuatro Tierras (Vaad) de los rabinos y del "Consejo de la Tierra de Lituania" (1580-1646). Los rabinitas de habla yidis consideraban apóstatas a los caraítas de habla turca y los mantuvieron en una posición subordinada y deprimida. Los caraítas resintieron este trato. En 1646, los caraítas crimeos de Trakai obtuvieron la expulsión de los rabinitas de Trakai. A pesar de tales tensiones, en 1680, los líderes de la comunidad rabinita defendieron a los caraítas de Shaty cerca de Trakai contra una acusación de libelo de sangre. Representantes de ambos grupos firmaron un acuerdo en 1714 para respetar los privilegios mutuos y resolver disputas sin involucrar a la administración civil.
Según la tradición caraíta de Crimea, que se desarrolló en la Polonia de entreguerras del siglo XX, sus antepasados eran principalmente agricultores y miembros de la comunidad que sirvieron en las fuerzas militares del Gran Ducado de Lituania y la Mancomunidad polaco-lituana, así como en el Kanato de Crimea. Pero según los documentos históricos del Gran Ducado de Lituania, la principal ocupación de los caraítas de Crimea era el préstamo de dinero. Se les concedieron privilegios especiales, incluida la exención del servicio militar. En el kanato de Crimea, los caraítas fueron reprimidos como otros judíos, con prohibiciones de comportamiento extendidas a montar a caballo.
Algunos eruditos famosos caraítas en Lituania incluyeron a Isaac b. Abraham de Troki (1543-1598), José ben Mordecai Malinovski, Zera ben Nathan de Trakai, Salomón ben Aharon de Trakai, Ezra ben Nissan (fallecido en 1666) y Josiah ben Judah (fallecido después de 1658). Algunos de los caraímos se hicieron bastante ricos.
Durante los tiempos de la República de las Dos Naciones, los crimcarailar sufrieron severamente durante la rebelión de Jmelnitski de 1648 y las guerras entre Rusia y la mancomunidad en los años 1654-1667. Las muchas ciudades saqueadas y quemadas incluyeron Derazhne y Trakai, donde solo quedaron 30 familias en 1680. La destrucción de la comunidad caraíta en Derazhne en 1649 se describe en un poema (tanto en hebreo como en karaim) por un líder de la congregación, el jazán José ben Yeshuah HaMashbir. Los misioneros católicos trabajaron para convertir a los caraítas de Crimea locales al cristianismo, pero no tuvieron éxito en gran medida.

### Imperio ruso

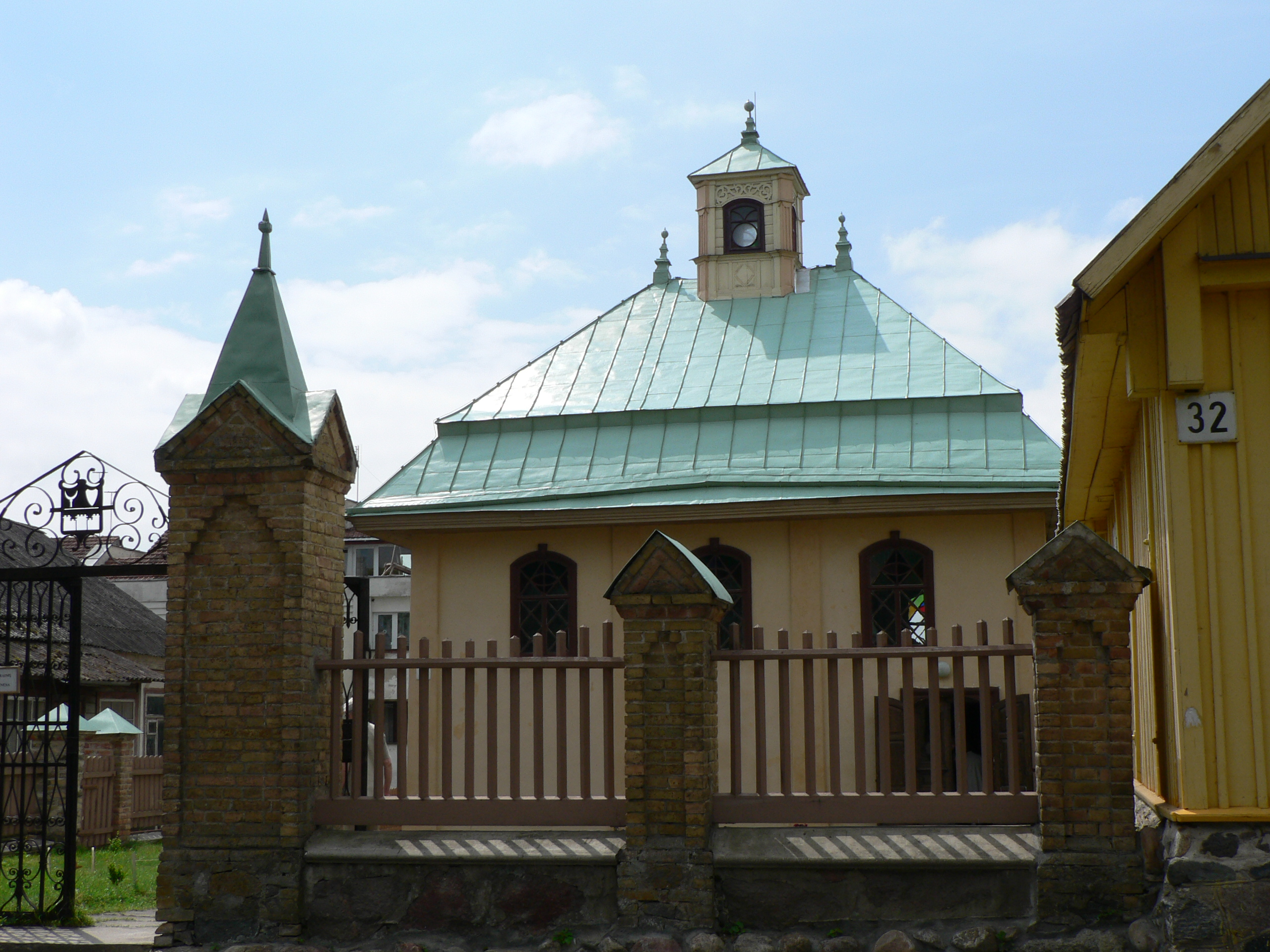
Kenesa crimcarailar en Trakai (Lituania).

En el siglo XIX, algunos de los líderes de los caraítas de Crimea (como Sima Babovich y Avraham Firkovich) impulsaron un esfuerzo concertado para alterar el estado de la comunidad caraíta crimea a los ojos del sistema legal ruso. Firkovich, en particular, fue inflexible en sus intentos de conectar a los crimcarailar con los jázaros, y ha sido acusado de falsificar documentos e inscripciones para respaldar sus afirmaciones.
Finalmente, el gobierno zarista reconoció oficialmente a los caraítas de Crimea como inocentes de la muerte de Jesús. Así que estaban exentos de muchas de las duras restricciones impuestas a otros judíos. Fueron, en esencia, colocados en pie de igualdad legal con los tártaros de Crimea. Su estatus bajo el dominio imperial ruso dio frutos beneficiosos para los caraítas décadas después. La comunidad relacionada de los crimchacos, que tenía antecedentes etnolingüísticos similares pero que practicaba el judaísmo rabínico, continuó sufriendo bajo las leyes zaristas antijudías.
Solomón Krym (1864-1936), un agrónomo caraíta de Crimea, fue elegido en 1906 para la Primera Duma (1906-1907) como Kadet (Partido Democrático Constitucional). El 16 de noviembre de 1918 se convirtió en primer ministro de un gobierno ruso liberal, antiseparatista y antisoviético de Crimea de corta duración, también apoyado por el ejército alemán.
Desde la incorporación de Crimea al Imperio ruso, el centro principal de los crimcarailar es la ciudad de Eupatoria.

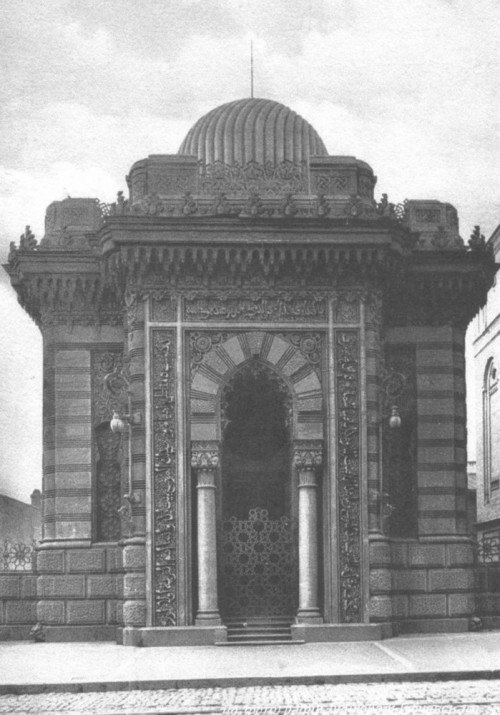
Antigua kenesa en Kiev

### Segunda Guerra Mundial y Holocausto
En 1934, los jefes de la comunidad caraíta en Berlín pidieron a las autoridades nazis que eximieran a los caraítas de las regulaciones antisemitas en base a su estatus legal como rusos en Rusia. La Agencia del Reich para la Investigación de Familias determinó que, desde el punto de vista de la ley alemana, los caraítas no debían ser considerados judíos. La carta del Reichsstelle für Sippenforschung dictaminó oficialmente:

La comunidad caraíta de Crimea no debe considerarse una comunidad religiosa judía en el sentido del párrafo 2, punto 2 del Primer Reglamento de la Ley de Ciudadanía del Reich. Sin embargo, no se puede establecer que los caraítas en su totalidad sean de origen consanguíneo, ya que la categorización racial de un individuo no se puede determinar sin... su ascendencia personal y características biológicas raciales.

Esta normativa marcó la pauta de cómo los nazis trataron con la comunidad caraíta en Europa del Este. Al mismo tiempo, los nazis tenían serias reservas sobre los caraítas. Gottlob Berger, SS Obergruppenführer,  escribió el 24 de noviembre de 1944:
"Su religión mosaica no es bienvenida. Sin embargo, por motivos de raza, idioma y dogma religioso... La discriminación contra los caraítas es inaceptable, en consideración a sus parientes raciales [Berger se refería aquí a los tártaros de Crimea]. Sin embargo, para no para infringir la orientación antijudía unificada de las naciones dirigidas por Alemania, se sugiere que a este pequeño grupo se le dé la oportunidad de una existencia separada (por ejemplo, como una construcción cerrada o un batallón de trabajo)..."
A pesar de estar exentos, grupos de caraítas fueron masacrados en las primeras fases de la guerra. Los soldados alemanes que se encontraron con caraítas en Rusia durante la invasión de la Operación Barbarroja, desconociendo su estatus legal bajo la ley alemana, los atacaron; 200 fueron asesinados solo en Babi Yar. Los aliados alemanes, como la Francia de Vichy, comenzaron a exigir a los caraítas que se registraran como judíos, pero finalmente les otorgaron el estatus de no judíos después de recibir órdenes de Berlín.
Cuando fueron interrogados, los rabinos asquenazíes en Crimea les dijeron a los alemanes que los caraítas no eran judíos, en un esfuerzo por evitar a la comunidad caraíta el destino de sus vecinos rabanitas. Muchos caraítas crimeos arriesgaron sus vidas para esconder judíos y, en algunos casos, afirmaron que los judíos eran miembros de su comunidad. Los nazis impresionaron a muchos caraítas en batallones de trabajo. Según algunas fuentes, la teoría racial nazi afirmaba que los caraítas de Crimea eran en realidad godos de Crimea que habían adoptado el idioma tártaro de Crimea y su propia forma distinta de judaísmo.
En Vilna y Trakai, los nazis obligaron al jajam caraíta Seraya Shapshal a producir una lista de los miembros de la comunidad. Aunque hizo lo mejor que pudo, la lista de Shapshal no salvó a todos los caraítas.

### Posguerra

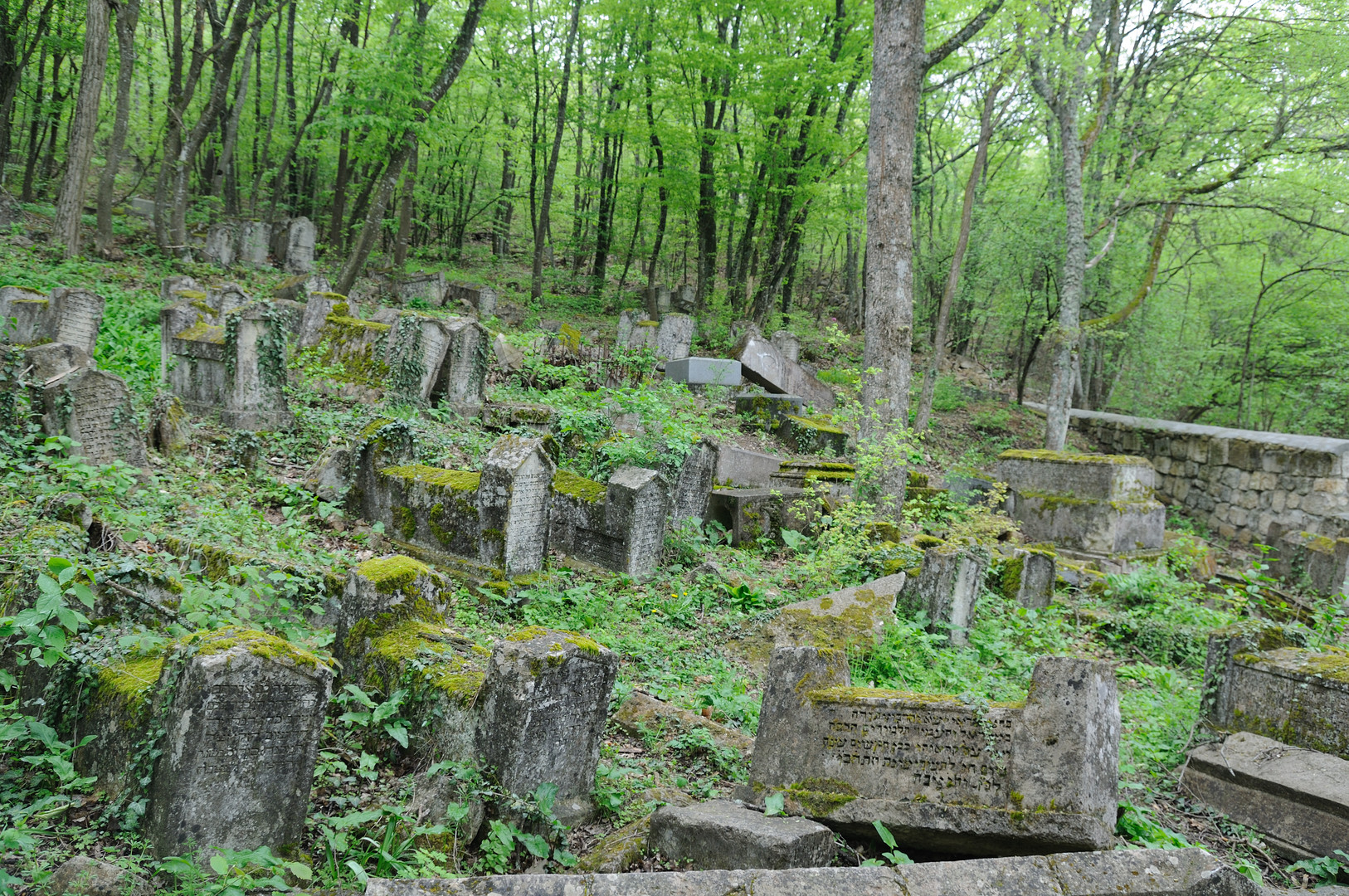
Cementerio caraíta en Bajchisarái (Crimea).

Después de la reconquista soviética de Crimea de manos de las fuerzas nazis en 1944, las autoridades soviéticas contaron 6.357 caraítas restantes. Los caraítas de Crimea no estaban sujetos a deportaciones masivas, a diferencia de los tártaros de Crimea, los griegos, los armenios y otros que las autoridades soviéticas alegaron que habían colaborado durante la ocupación alemana nazi. Aun así, algunos caraítas individuales fueron deportados.
La asimilación y la emigración redujeron en gran medida la cantidad de la comunidad caraíta crimea. Quedan unos pocos miles de caraítas en Lituania, Bielorrusia, Ucrania, Rusia y Polonia pero hoy en día, las comunidades más grandes existen en Israel y los Estados Unidos, y también están en Turquía.
En la década de 1990, unos 500 caraítas de Crimea, principalmente de Ucrania, emigraron a Israel bajo la Ley del Retorno. El Gran Rabinato israelí ha dictaminado que los caraítas son judíos según la ley judía.

## Genética
Leon Kull y Kevin Alan Brook dirigieron el primer estudio científico de los caraítas de Crimea utilizando pruebas genéticas de Adn mitocondrial y del cromosoma Y y sus resultados mostraron que los caraítas de Crimea son de hecho parcialmente de origen en el Medio Oriente y están estrechamente relacionados con otras comunidades judías (asquenazí, sefardí y mizrají, además de los judíos caraítas egipcios), al tiempo que descubrió que los caraítas de Crimea poseen una menor afinidad con los pueblos de habla turca no judíos de la región.

## Idioma

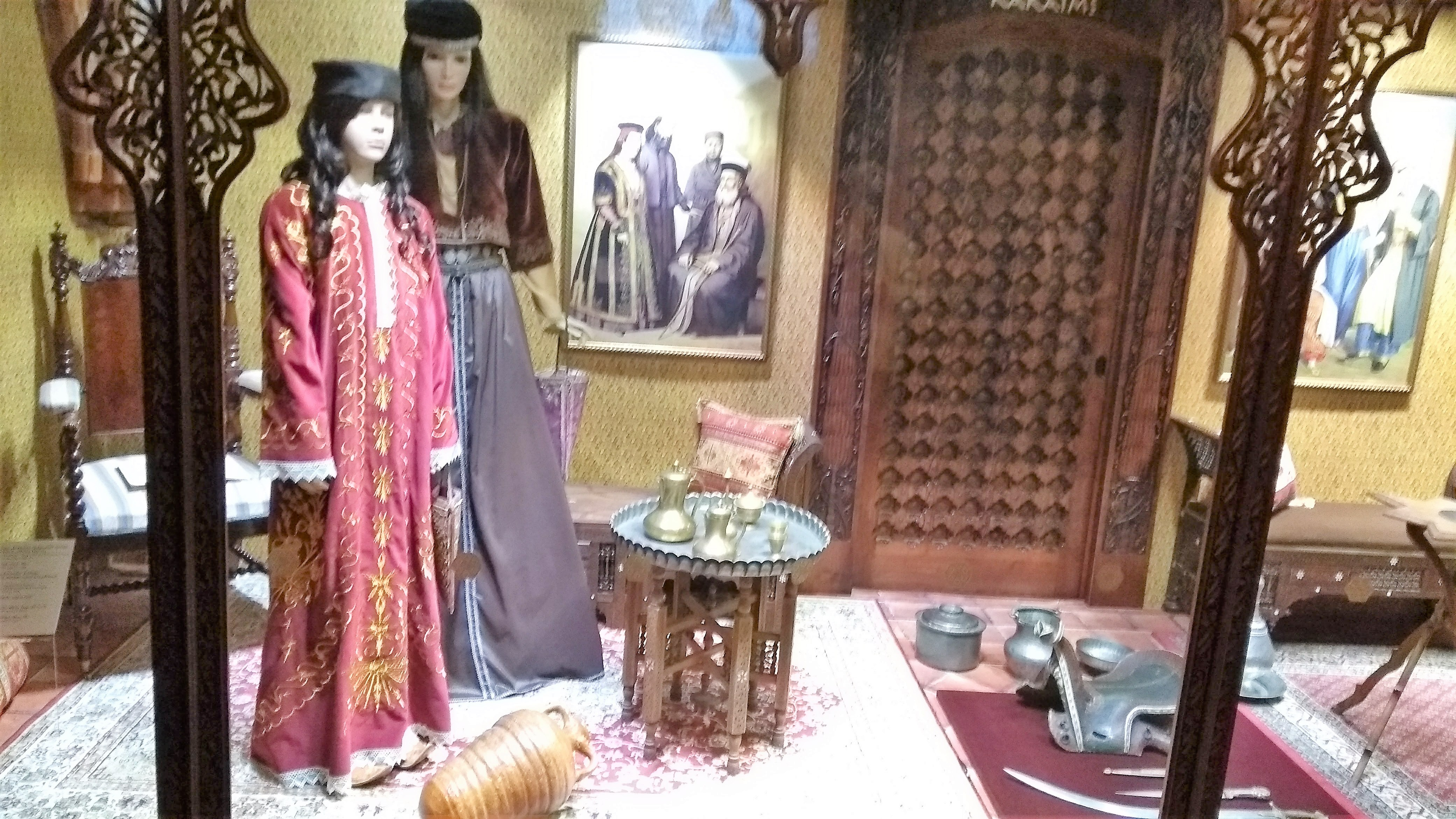
Muestra del estilo de vida tradicional de los caraítas de Crimea en Trakai

El caraíta de Crimea es una lengua túrquica noroccidental estrechamente relacionada con el tártaro de Crimea, armenokipchak, etc. Entre las muchas influencias diferentes ejercidas sobre caraíta de Crimea destacan las del árabe, el hebreo y el persa, que fueron las primeras en cambiar la perspectiva del léxico del idioma. Más tarde, debido a la considerable influencia polaca, rusa y ucraniana, muchas palabras eslavas y bálticas se incorporaron al idioma de los caraítas polacos, lituanos, ucranianos y rusos. El hebreo permaneció en uso con fines litúrgicos. Después de la ocupación otomana de Crimea, el turco se utilizó con fines comerciales y gubernamentales entre los caraítas que vivían en la península de Crimea.
Se desarrollaron tres dialectos diferentes: el dialecto de trakai, utilizado en Trakai y Vilna (Lituania); el dialecto Lutsk o Hálych hablado en Lutsk (hasta la Segunda Guerra Mundial), y Hálych; y el dialecto de Crimea. El último forma el grupo oriental, mientras que el trakai y hálych pertenecen al grupo occidental.
Actualmente, solo una pequeña minoría de caraítas crimeos puede hablar su idioma (72 hablantes de dialecto de Crimea, 118 hablantes de dialecto de Trakai y aproximadamente 20 hablantes de dialecto de Hálych).

## Cultura

### Cocina

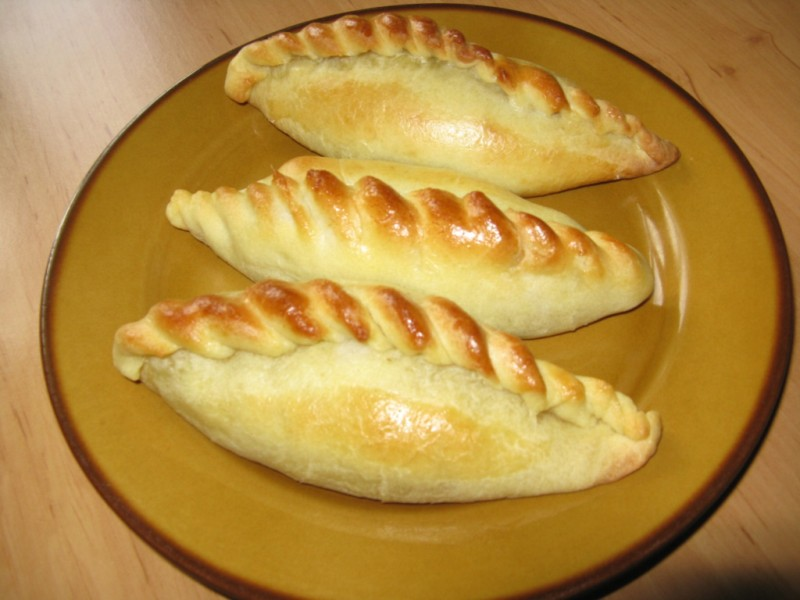
Kibinai

La comida caraíta de Crimea más famosa es el kibinai (en ruso: Кибина pl. Кибины, en caraíta de Crimea: kybyn pl. kybynlar, en lituano: Kibinai), que son pasteles en forma de media luna de masa con levadura con un relleno de carne de res o cordero picada, horneados en una olla de hierro o en una bandeja para hornear. Otras comidas comunes para los caraítas y tártaros de Crimea son los chiburekki, pelmeni, shishlik (estas suelen estar hechas de cordero).
Los platos ceremoniales, cocinados para fiestas religiosas y bodas son:
- Tymbyl: tortas redondas de Pésaj planas de masa sin levadura, amasadas con crema y mantequilla o mantequilla y huevos, reflejadas en el nombre moderno de este festival (Tymbyl Chydžy).[48][49]
- Qatlama:pastel de requesón de Shavuot (Aftalar Chydžy), que tiene siete capas que simbolizan siete semanas después de Pesaj, cuatro capas de masa de levadura, tres de queso de olla.[49]
- Los pasteles de boda son kiyovliuk (por parte del novio) y kelin'lik (por parte de la novia).

### Religión

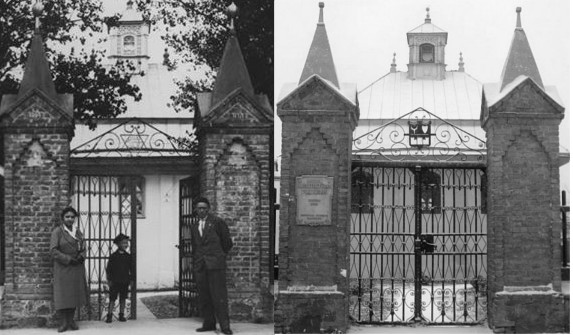
En 1932, la estrella de David fue retirada de la cúpula de la kenesa de Trakai por orden de Seraya Shapshal. Unos años más tarde también fue retirado de la puerta de hierro.

Hasta el siglo XX, el judaísmo caraíta era la única religión de los caraítas de Crimea. Durante la Guerra civil rusa, un número significativo de caraítas emigró a Yugoslavia, Checoslovaquia, Polonia y Hungría y luego a Francia y Alemania. La mayoría de ellos se convirtieron al cristianismo, entre ellos, el filántropo del movimiento nacional moderno de los caraítas de Crimea, M.S. Sarah.
La emancipación de los caraítas de Crimea en el Imperio ruso provocó la asimilación cultural seguida de la secularización, proceso que continuó en la URSS cuando se cerraron la mayoría de las kenesas.
En 1928, el filólogo secular Seraya Shapshal, fue elegido jajam de los caraítas de Crimea polacos y lituanos. Al adoptar firmemente la teoría del orientalista ruso V. Grigorjev sobre el origen jázaro de los caraítas de Crimea, Shapshal desarrolló la religión de los caraitas y la doctrina de la "desjudaización histórica". A mediados de la década de 1930, comenzó a crear una teoría que describía el origen altái-túrquico de los caraítas de Crimea y las raíces paganas de la enseñanza religiosa caraíta (culto a los robles sagrados, politeísmo, dirigido por el dios Tengri, el Sacrificio). La doctrina de Shapshal sigue siendo un tema de investigación crítica y debate público. Según Shapshal, los caraítas de Crimea eran paganos que adoptaron la ley de Moisés, pero continuaron adhiriéndose a sus antiguas creencias túrquicas. Además, afirmó que los caraítas crimeos habían reverenciado a Jesús y Mahoma como profetas durante siglos. En el período postsoviético, la teoría de Shapshal se desarrolló aún más en las publicaciones modernas de Karaylar (por ejemplo, "Leyendas de los caraítas de Crimea") y fue adoptada oficialmente por la Asociación de Crimea Karaim "Krymkaraylar" (Ассоциация крымских караимов "Крымкарайлар") como la única visión correcta del pasado de los caraítas de Crimea en 2000. Hizo una serie de otros cambios destinados a la turquificación de los caraítas y a borrar los elementos judíos caraítas de su cultura e idioma. Emitió una orden cancelando la enseñanza del hebreo en las escuelas caraítas y reemplazó los nombres de los días festivos y meses judíos con equivalentes túrquicos.
| Nombre tradicional hebreo (1915) | Nombre secundario                                                    | Nombre túrquico moderno     | Traducción del nombre túrquico                    |
| -------------------------------- | -------------------------------------------------------------------- | --------------------------- | ------------------------------------------------- |
| Pésaj                            | Hag ha-Machot (fiesta de los panes sin levadura)                     | Tymbyl Chydžy               | Fiesta de los panes sin levadura ("Tymbyl")       |
| Omer                             | Sefira (Cuenta del Omer)                                             |                             |                                                   |
|                                  |                                                                      | San Bašy                    | Inicio de conteo                                  |
|                                  |                                                                      | Jarty San                   | Medio del conteo                                  |
| Shavuot                          | Hag Shavuot (Fiesta de las Semanas)                                  | Aftalar Chydžy              | Fiesta de las Semanas                             |
| Ayuno del 9 de Tamuz             | Chom Hareviyi (ayuno del cuarto mes)                                 | Burunhu Oruč                | Primer ayuno                                      |
| Ayuno del 7 de Av                | Chom Hahamishi (ayuno del quinto mes)                                | Ortančy Oruč                | Ayuno del medio                                   |
| Ayuno del 10 de Av               | Nedava (sacrificio)                                                  | Kurban                      | Sacrificio                                        |
| Rosh Hashana                     | Yom Teru'ah (el día de tocar los cuernos)                            | Byrhy Kiuniu                | Día del Shofar                                    |
| Yom Kippur                       | "día de la expiación"                                                | Bošatlych Kiuniu            | Día de la expiación                               |
| Ayuno de Godolías                | Chom Hashviyi (ayuno del séptimo mes)                                | -                           |                                                   |
| Sucot                            | "tabernáculo". Otro nombre: "Hag Ha Asif" ("festival de la cosecha") | Alačych Chydžy or Oraq Toyu | Festival del tabernáculo o festival de la cosecha |
| Ayuno del 10 de Tevet            | Chom Haasiri (ayuno del séptimo mes)                                 | Oruč                        | Ayuno                                             |
| Purim                            | "Abundancia".                                                        | Kynyš                       | Hamantash.                                        |
|                                  | No eran vacaciones                                                   | Jyl Bašy                    | Comienzo del año                                  |

La ideología de la desjudaización, el panturquismo y el renacimiento del tengrianismo está impregnada de las obras de los líderes contemporáneos de los caraítas en Crimea. Al mismo tiempo, una parte del pueblo retuvo las costumbres judías, se han registrado varias congregaciones caraítas.

## Situación actual

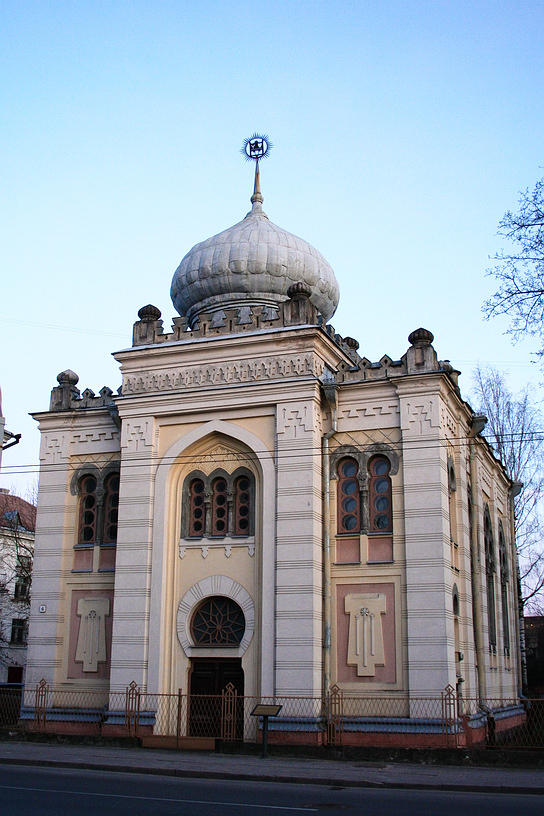
Kenesa en Vilna

### Distribución geográfica
En Ucrania, los caraítas de Crimea (junto con los crimchacos y los tártaros de Crimea) son reconocidos de facto como el pueblo autóctono de Crimea. A principios de la década de 2000, la Comunidad Rusa de Crimea se opuso a la adopción por parte de la Verjovna Rada de Ucrania de proyectos de ley sobre pueblos indígenas, cuyos representantes consideraban que “los intentos de aprobar dicha ley no contribuirían a la consolidación de la sociedad, sino que conducirían a la confrontación”. y una mayor demarcación a lo largo de líneas nacionales, pero ya fijadas a nivel legislativo”. Según los datos proporcionados por B. S. Bebesh, miembro de la Junta de la Sociedad Cultural Nacional de Caraítas de Crimea, en 2003 vivían en Simferópol 320 caraítas; en Eupatoria,260; en Feodosia, 100; en Bajchisarái,  57; en Járkov, 30; en Odesa, 100; en Nicolaiev, 40; en Dnipró, 20; en Gálich, 10.
Como resultado de la anexión de Crimea a la Federación Rusa, los caraítas de Crimea están bajo la jurisdicción de la Federación Rusa, que controla de facto el territorio de Crimea desde marzo de 2014. En relación con la anexión de Crimea a la Federación Rusa, comenzó el proceso de reinscripción de las sociedades caraítas culturales nacionales de Crimea bajo la ley rusa. Hoy, la Organización Pública "Autonomía Nacional-Cultural Regional de los Caraítas de Crimea de la República de Crimea", la Unión de Organizaciones Públicas de Caraítas de la República de Crimea y la Organización Pública Regional "Comunidad Karaim de Crimea" operan en la República de Crimea, y en Sebastopol la Organización Pública Regional "Sociedad Nacional-Cultural de Caraítas de Sebastopol "Fidan". Según el censo de 2014, había 535 caraítas en el Distrito federal de Crimea. El 25 de junio de 2014, el Consejo de Estado de la República de Crimea envió una propuesta al Gobierno de la Federación Rusa con una propuesta para incluir a los caraítas de Crimea y crimchacos en la Lista Unificada de Pueblos Indígenas de la Federación Rusa.

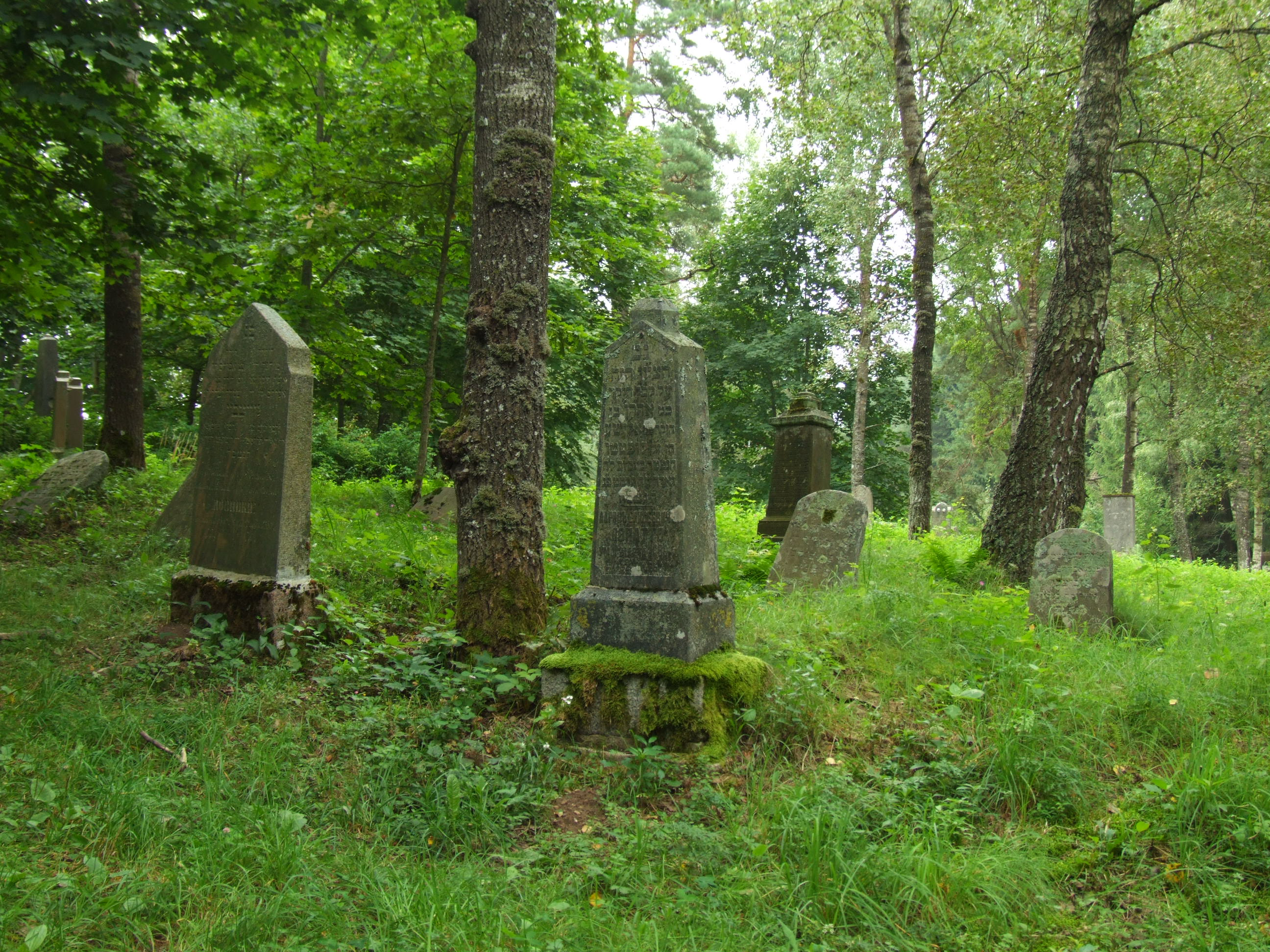
Cementerio crimcarailar en Trakai.

Según el sitio web lituano Karaim, el Departamento de Estadística de Lituania llevó a cabo una investigación etnoestadística titulada "Caraítas crimeos en Lituania" en 1997. Se decidió preguntar a todos los caraítas adultos y familias mixtas, donde uno de los miembros es caraítas. Durante la encuesta, a principios de 1997, había 257 personas de etnia caraíta de Crimeo, 32 de las cuales eran niños menores de 16 años. El Museo Etnográfico Caraíta opera en Trakai. De vez en cuando, se publican libros sobre temas caraítas en lituano o con texto paralelo en los idiomas lituano y caraíta (escritura latina). Se ha publicado un libro de oraciones caraíta completo en el idioma caraíta. La comunidad caraíta moderna de Lituania lleva a cabo un trabajo cultural y social activo.
En Rusia, según el censo de 1989, 449 caraítas vivían en la RSFSR. Según los resultados del censo general de población de 2002, 354 caraítas vivían en la Federación de Rusia (incluidos 138 caraítas en Moscú y la región de Moscú, y 53 caraítas en San Petersburgo); mientras que según el último censo de población de 2010, 205 caraítas viven en Rusia (incluidos 89 en Moscú, 22 en San Petersburgo y 18 en la región de Moscú). Además, solo tres personas indicaron que conocían el idioma caraíta.
Hay 346 caraítas en la Polonia actual (censo de 2011), con grupos caraítas de Crimea en Varsovia, Cracovia, Breslavia y Gdansk. Hay varias organizaciones caraítas, y la organización principal es la Unión de Caraítas Polacos. Se publica una revista trimestral en polaco, Awazymyz (“Nuestra voz”), y funciona la editorial caraíta “Bitik”. En Varsovia se conserva un cementerio caraíta separado. Los caraítas modernos de Polonia se perciben a sí mismos como una comunidad étnica y han perdido, en su mayor parte, su autoidentificación religiosa. No hay comunidades religiosas activas, aunque formalmente existe una Unión Religiosa Caraíta de Polonia. En los últimos años ha crecido significativamente el interés de los jóvenes con raíces caraítas por su historia y cultura.